# Фінляндсько-норвезький кордон

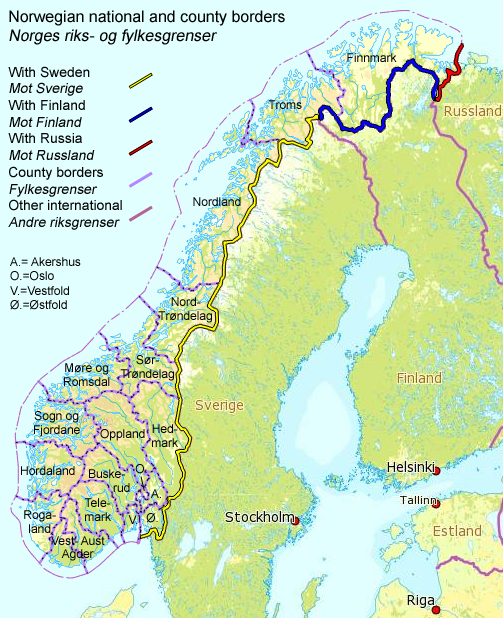
Державні кордони Норвегії
Норвезько-шведський кордон
Норвезько-фінляндський кордон
Норвезько-російський кордон

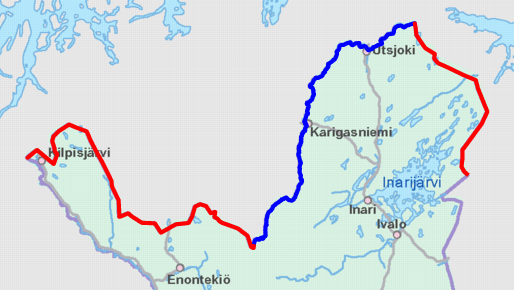
Сухопутна межа виділена червоним кольором, річкова — синім.

Довжина кордону між Норвегією та Фінляндією становить 736 кілометрів (457 миль). Це сухопутний і річковий кордон між двома трипунктами. Західна триточка позначена Treriksröset, бетонною скелею, де обидві країни межують зі Швецією. Східна триточка позначена Treriksrøysa, кам'яною скелею, де обидві країни межують з Росією.
Кордон був визначений у договорі від 1751 року, але тоді був частиною кордону між Королівством Швеція, правлячою Фінляндією, та Данією та Норвегією. У період 1738—1751 рр. відбувалися польові дослідження та переговори про кордон, хоча фінська сторона потребувала менше переговорів. Керни були зведені після цього, останній у Нессебю в 1766 році. Після того, як Фінляндія стала Великим князівством Фінляндським, Великим
князівством Російської імперії, а незалежне Королівство Норвегія було викликано, але в особистій унії зі Швецією під керівництвом
шведського короля У 1816 році знову було укладено договір з Росією. Визначення крайньої східної частини прикордонної зони.
Між 1920 і 1944 роками район Петсамо належав Фінляндії, тому кордон Фінляндії та Норвегії простягався вздовж нинішнього
кордону Норвегії та Росії до океану. Договір 1751 року також надав саамам право вільно перетинати кордон, включаючи своїх
північних оленів, як вони це робили завжди. У 1852 році кордон між Норвегією та Фінляндією та Росією було закрито, що
спричинило проблеми для саамів, яким потрібні були фінські ліси для зимового випасу північних оленів. Це правило все ще діє, а це
означає, що частина кордону огороджена, щоб запобігти перетину північних оленів, а через паркан є сходи, щоб люди могли
перетнути кордон, а також ворота для квадроциклів для перетину кордону.

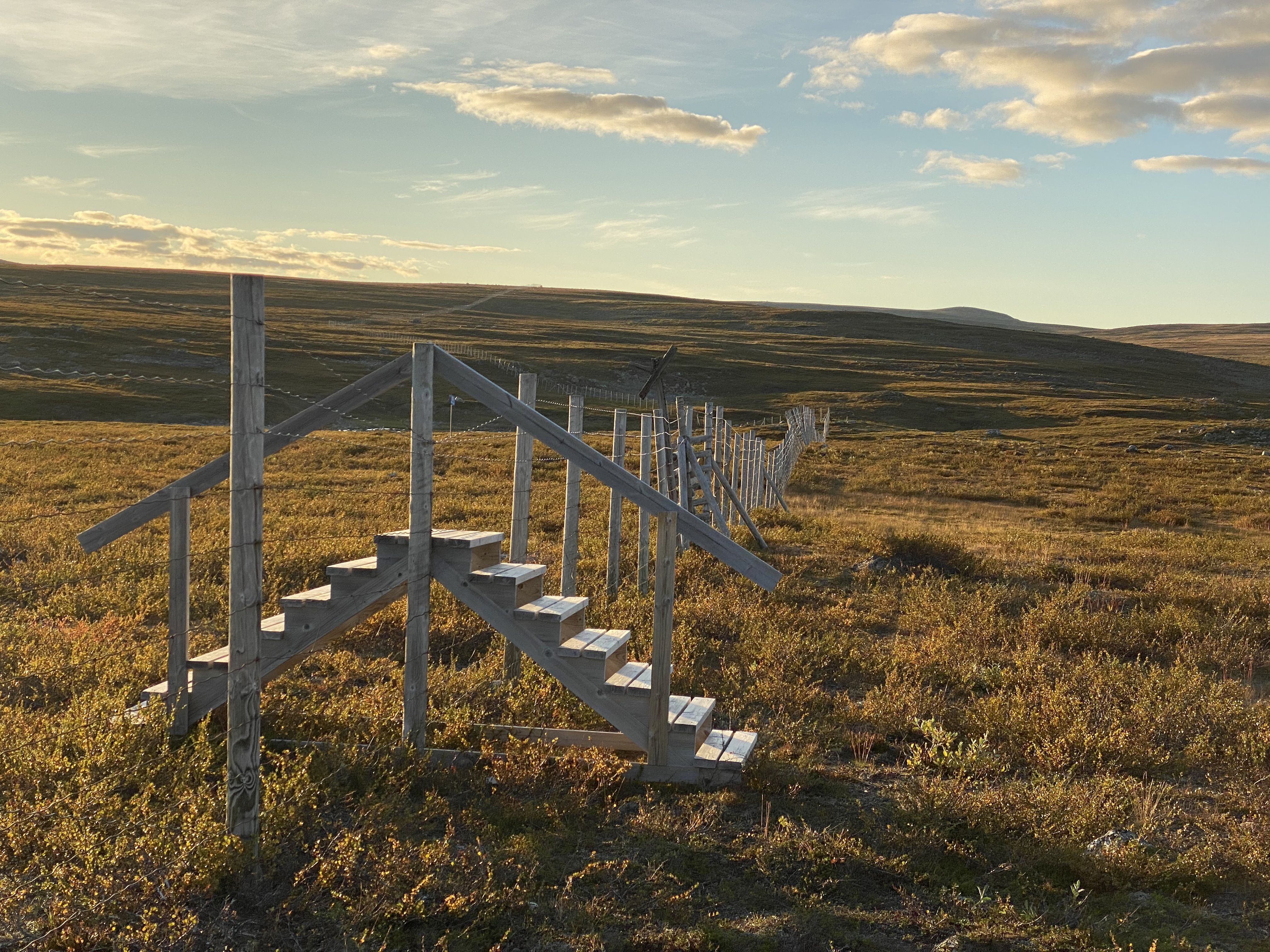
Огорожа зі сходами та воротами для квадроциклів уздовж кордону Фінляндії та Норвегії в Сіджусґопі між зоною дикої природи Кесіварсі та національним парком Рейса. Північним оленям заборонено перетинати кордон, а людям — вільно.

Кордон Фінляндії та Норвегії відкритий, оскільки обидві країни входять до Шенгенської зони. Перетинати кордон можна будь-де, якщо не потрібна митна декларація чи перевірка паспорта. Договір дає митникам однієї країни право здійснювати очищення та перевірки для обох країн. Є 8-метрів (26 фут) широка суцільна смуга уздовж сухопутного кордону в лісових масивах. Майже половина кордону проходить по річках Анарйохка і Тана. Досить велика частка західної частини кордону проходить по безлісих горах. До 1766 року на північ від Треріксрёсет було 57 оригінальних кернів, номери 293—342 на захід від річки Анарйока та 343—349 на схід від річки Тана. Пізніше на схід від Нессебю були споруджені інші керни під номерами 343—353 проти Фінляндії, а керни між оригіналами з літерою після номера.

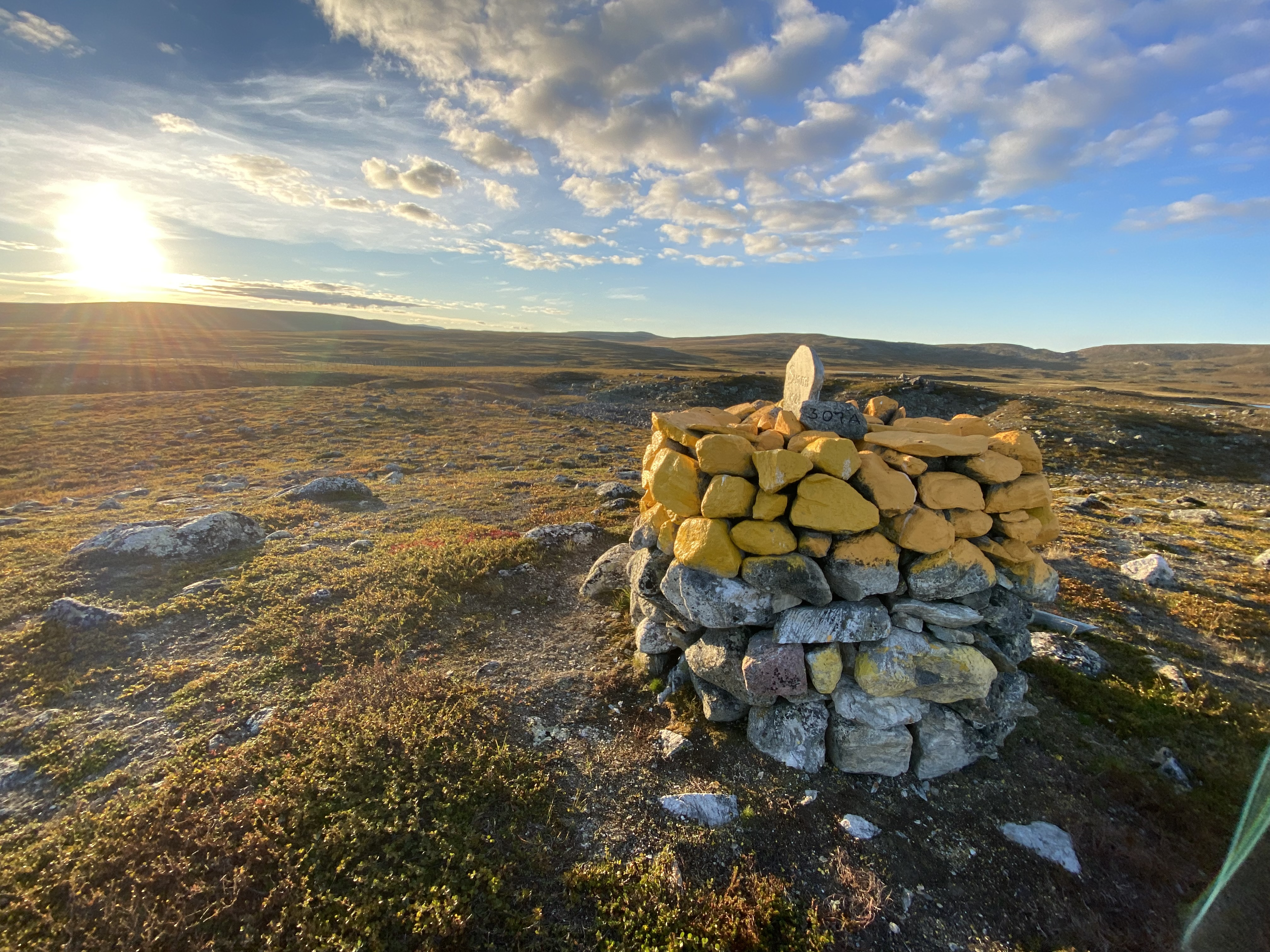
Керн 307а на кордоні Фінляндії та Норвегії, датований 1925 роком, біля Сіджусгопі в національному парку Рейса. Ліворуч видно прикордонну оленячу огорожу.

Крайній східний край Норвегії (містить місто Кіркенес) фактично досягає сходу Фінляндії, розташованої між Фінляндією та Росією. Оскільки Норвегія використовує центральноєвропейський час, а Фінляндія використовує східноєвропейський час, часовий пояс на східній стороні кордону на одну годину відстає від часової зони на західній стороні.

## Перелік автомобільних пунктів пропуску
Зі сходу на захід:
- Нейден (дорога 92), н
- Полмак (дорога 970/895), н
- Утсьокі (шлях E75), Ф
- Карігасніемі (дорога 92), Ф
- Ківіломполо (дорога E45), Ф
- Helligskogen (дорога E8), N

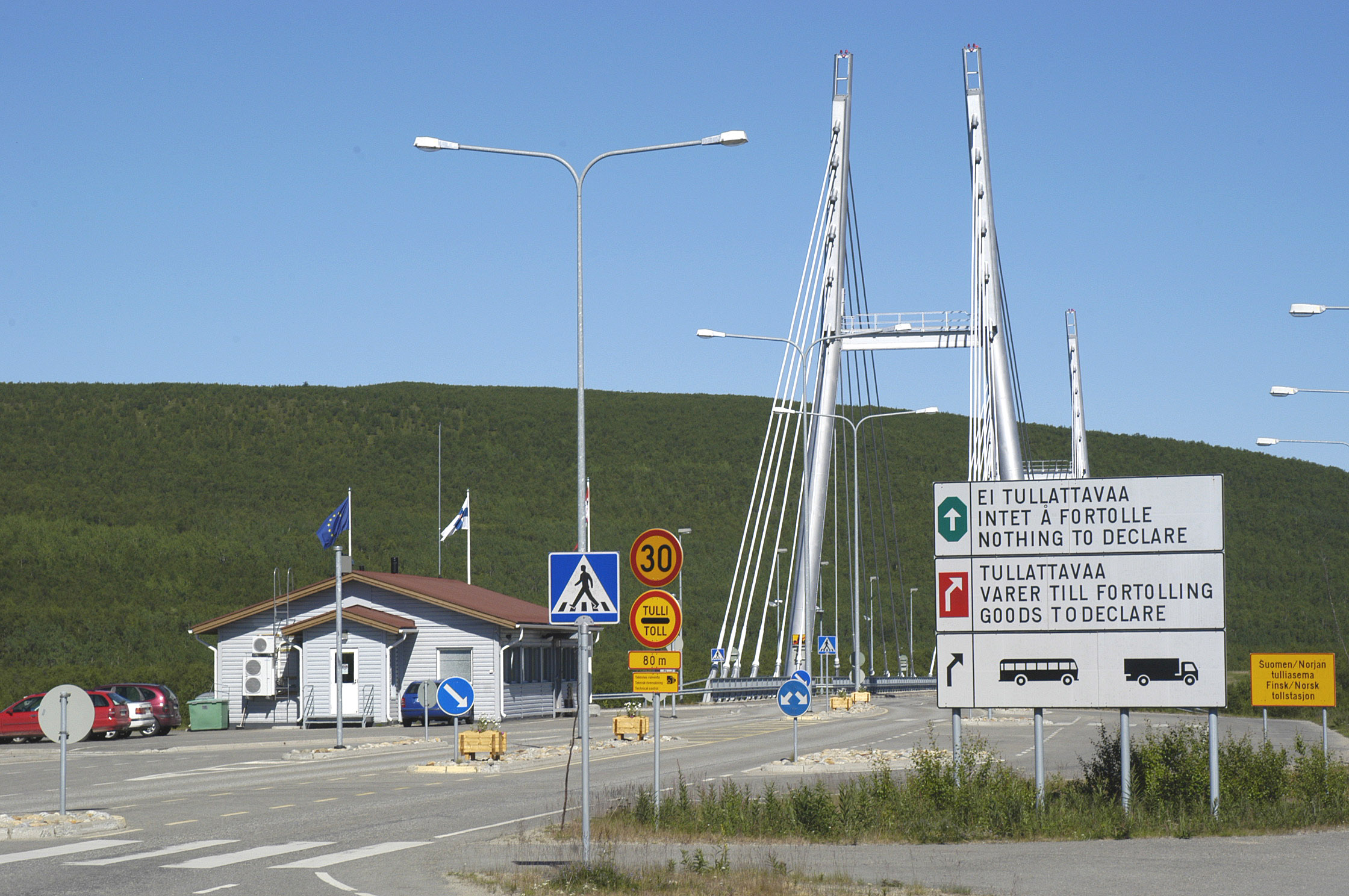
Утсьокі, національний кордон між Фінляндією та Норвегією, з мостом Самі

N = митна станція на норвезькій стороні: F = митна станція на фінській стороні
Усі автомобільні переходи на цьому кордоні мають митні пункти.